# Leonardo Astrada
Leonardo Rubén Astrada (født 6. januar 1970 i Buenos Aires, Argentina) er en tidligere argentinsk fodboldspiller (defensiv midtbane) og -træner.
Han spillede på klubplan stort set hele karrieren hos River Plate i hjemlandet. Her var han med til at vinde hele ti argentinske mesterskaber. Han havde også et kortvarigt ophold hos Grêmio i Brasilien.
Astrada spillede desuden 32 kampe og scorede ét mål for det argentinske landshold. Han deltog ved VM i 1998 i Frankrig, og var også med til at vinde Copa América i 1991.
Astrada har efter sit karrierestop fungeret som træner. Han har blandt andet stået i spidsen for sin gamle klub som aktiv, River Plate, og har også haft ansvaret i blandt andet Colón og Estudiantes de La Plata.

## Titler
Primera División de Argentina
- 1989, 1991 (Apertura), 1993 (Apertura), 1994 (Apertura), 1996 (Apertura), 1997 (Clausura), 1997 (Apertura), 1999 (Apertura), 2002 (Clausura) og 2003 (Clausura) med River Plate